# M*A*S*H
M*A*S*H (zkratka pro Mobile Army Surgical Hospital, v češtině Mobilní armádní chirurgická ambulance, běžně vyslovováno [meš]) je americký válečný komediální televizní seriál, který se vysílal na stanici CBS od 17. září 1972 do 28. února 1983. Byl vytvořen Larrym Gelbartem jako spin-off seriál celovečerního filmu M*A*S*H z roku 1970, který zase vycházel z románu Richarda Hookera M*A*S*H aneb Jak to bylo doopravdy z roku 1968. Seriál, který vznikl ve spolupráci s 20th Century Fox Television pro CBS, sleduje tým lékařů a pomocného personálu umístěného v polní nemocnici v Uijeongbu v Jižní Koreji během korejské války (1950 až 1953).
V hereckém ansámblu se původně objevili Alan Alda a Wayne Rogers jako chirurgové Benjamin „Hawkeye“ Pierce a John „Trapper“ McIntyre, hlavní hrdinové seriálu, ke kterým se připojil Larry Linville jako chirurg Frank Burns, Loretta Swit jako vrchní sestra Margaret Houlihanová, McLean Stevenson jako velitel roty Henry Blake, Gary Burghoff jako úředník roty Walter „Radar“ O'Reilly, Jamie Farr jako ošetřovatel Maxwell Klinger a William Christopher jako kaplan John Mulcahy. V průběhu seriálu se vystřídalo několik členů hlavního obsazení: Wayne Rogers byl nahrazen Mikem Farrellem jako B. J. Hunnicutt., McLean Stevenson byl nahrazen Harry Morganem jako Sherman Potter, Larry Linville byl nahrazen Davidem Ogdenem Stiersem jako Charles Emerson Winchester III, a když Gary Burghoff opustil seriál, postava Maxwella Klingera se přesunula do role firemního úředníka. Mezi dlouholeté představitele vedlejších rolí patřili Kellye Nakahara, Jeff Maxwell, Johnny Haymer, Allan Arbus, Edward Winter nebo G. W. Bailey.
Seriál se lišil stylem a tónem - byl komediální i dramatický - což lze přičíst kolísajícímu počtu scenáristů v průběhu trvání seriálu a různorodosti zdrojů, které se na příbězích podílely, například herec Alan Alda a chirurgové, kteří skutečně sloužili v korejské válce. V titulkové sekvenci seriálu se objevuje instrumentální verze písně „Suicide Is Painless“, která je i znělkou původního filmu.
Seriál vznikl poté, co ztroskotal pokus o zfilmování pokračování původní knihy, M*A*S*H Goes to Maine. Televizní seriál je nejznámějším dílem M*A*S*H a jedním z nejsledovanějších pořadů v historii americké televize. Jeho závěrečná, celovečerní epizoda „Nashledanou, sbohem a amen“ byla od roku 1983 do roku 2010 nejsledovanějším televizním pořadem v americké historii a zůstává nejsledovanějším finále jakéhokoli televizního seriálu.

## Děj
M*A*S*H se odehrává v době Korejské války a sleduje příběh obyvatel mobilní armádní chirurgické nemocnice. Postavy řeší lékařské problémy, každodenní strasti a často bojují s nesmyslnou armádní byrokracií. Ukazuje válku z různých pohledů, např. pohledu chirurgů, kteří musí opustit své rodiny (Hawkeye Pierce, B. J. Hunnicutt, Frank Burns) či z pohledu kariérních vojáků (Margaret Houlihan, Sherman Potter). Další postavy jako Henry Blake, Charles E. Winchester nebo Max Klinger reprezentují různé postoje civilistů k válce. Komediální epizody jsou střídány vážnějšími díly. Ty se věnují tématům jako nesmyslnost války, smrt či přehnaný patriotismus. Proto je seriál označován jako černá komedie.

## Obsazení
| Postava                                                           | Herec/čka                                 | Český dabing                                 | Hodnost                                                               | Povolání                                                        | Původ                     |
| ----------------------------------------------------------------- | ----------------------------------------- | -------------------------------------------- | --------------------------------------------------------------------- | --------------------------------------------------------------- | ------------------------- |
| Benjamin „Hawkeye“ Pierce                                         | Alan Alda                                 | Pavel Trávníček                              | kapitán                                                               | vrchní chirurg                                                  | Zátoka pláňat, Maine      |
| Otec John Patrick Mulcahy                                         | George Morgan [01x01] William Christopher | Miroslav Nohýnek                             | nadporučík, později kapitán                                           | kaplan                                                          | Filadelfie, Pensylvánie   |
| Margaret „Šťabajzna“ Houlihanová                                  | Loretta Switová                           | Jorga Kotrbová                               | major                                                                 | hlavní sestra                                                   | Kalifornie                |
| Maxwell Q. Klinger                                                | Jamie Farr                                | Vítězslav Bouchner [01x04] Ladislav Potměšil | desátník později seržant                                              | strážný, zdravotník později úředník (namísto Radara O'Reillyho) | Toledo, Ohio              |
| John „Trapper“ McIntyre (sezóny 1–3)                              | Wayne Rogers                              | David Prachař                                | kapitán                                                               | chirurg                                                         | Massachusetts             |
| Henry Blake (sezóny 1–3)                                          | McLean Stevenson                          | Miroslav Saic                                | plukovník v české verzi, anglicky „lieutenant colonel“ (podplukovník) | velitel primář chirurgie                                        | Bloomington, Illinois     |
| Frank Burns (sezóny 1–5)                                          | Larry Linville                            | Václav Knop                                  | major později podplukovník                                            | rádoby chirurg dočasný velitel                                  | Fort Wayne, Indiana       |
| Walter „Radar“ O’Reilly (sezóny 1–7, sezóna 8 (01, 03, 04, 05)    | Gary Burghoff                             | Jiří Kvasnička                               | desátník, ve 102. díle krátce poručík                                 | úředník, trubač                                                 | Ottumwa, Iowa             |
| B. J. Hunnicutt (nahradil Trappera; sezóny 4–11)                  | Mike Farrell                              | Petr Svoboda                                 | kapitán                                                               | chirurg                                                         | San Francisco, Kalifornie |
| Sherman T. Potter (nahradil pplk. Blakea; sezóny 4–11)            | Harry Morgan                              | Vladimír Brabec                              | plukovník                                                             | velitel primář chirurgie                                        | Hannibal, Missouri        |
| Charles Emerson Winchester III. (nahradil F. Burnse; sezóny 6–11) | David Ogden Stiers                        | Antonín Molčík                               | major                                                                 | chirurg                                                         | Boston, Massachusetts     |

## Vysílání
V Česku byl seriál vysílán o více než dvacet let později. První díl byl odvysílán 18. dubna 1994 a poslední 19. srpna 1995 na TV Nova.
| Řada | Díly | Premiéra v USA     | Premiéra v USA  | Premiéra v ČR      | Premiéra v ČR      |
| Řada | Díly | První díl          | Poslední díl    | První díl          | Poslední díl       |
| ---- | ---- | ------------------ | --------------- | ------------------ | ------------------ |
| 1    | 24   | 17. září 1972      | 25. března 1973 | 18. dubna 1994     | 19. května 1994    |
| 2    | 24   | 15. září 1973      | 2. března 1974  | 20. května 1994    | 22. června 1994    |
| 3    | 24   | 10. září 1974      | 18. března 1975 | 23. června 1994    | 3. října 1994      |
| 4    | 25   | 12. září 1975      | 24. února 1976  | 4. října 1994      | 15. listopadu 1994 |
| 5    | 25   | 21. září 1976      | 15. března 1977 | 16. listopadu 1994 | 28. prosince 1994  |
| 6    | 25   | 20. září 1977      | 27. března 1978 | 29. prosince 1994  | 9. února 1995      |
| 7    | 26   | 18. září 1978      | 12. března 1979 | 13. února 1995     | 28. března 1995    |
| 8    | 25   | 17. září 1979      | 24. března 1980 | 29. března 1995    | 10. května 1995    |
| 9    | 20   | 17. listopadu 1980 | 4. května 1981  | 11. května 1995    | 14. června 1995    |
| 10   | 22   | 26. října 1981     | 12. dubna 1982  | 15. června 1995    | 24. července 1995  |
| 11   | 16   | 25. října 1982     | 28. února 1983  | 25. července 1995  | 19. srpna 1995     |

## Vývoj

### Předloha a film
Předlohou pro film, na který později navázal seriál, byl válečný román o třech svérázných doktorech (chirurzích) sloužících u smyšlené jednotky polní nemocnice MASH 4077. Jeho autor Richard Hooker (vl. jm. Hornberger) sloužil v období korejské války v MASH 8055. Práva ke knize koupilo studio 20th Century Fox, nechalo ji zpracovat jako scénář a nabídlo ho postupně 15 režisérům, ale všichni odmítli. Nabídku přijal až Robert Altman, který učinil z MASHe světový fenomén. Na filmu s rozpočtem 3 milióny dolarů studio utržilo přes 80 miliónů – jen v USA na něj do kin přišlo 14 miliónů diváků. Díky tomu se proslavila i píseň z filmu (a později znělka seriálu) Suicide is painless („Sebevražda nebolí“) a autor textu, Altmanův syn Mike, na ní na tantiémách vydělal víc než jeho otec za režii filmu.

### Televizní seriál
Po úspěchu filmu začalo studio uvažovat o seriálu. Náčrtky hlavních postav a scénář k pilotnímu filmu vznikl během několika týdnů, hlavním autorem projektu byl Larry Gelbart. 
Na hlavní roli, kterou původně měl být Trapper McIntyre, byl vyhlášen konkurz, jehož se zúčastnilo 25 herců. Nakonec uspěl Wayne Rogers, tehdejší hvězda mýdlové opery. Pro roli doktora Hawkeye Pierce si producenti vybrali newyorského divadelního herce Alana Aldu. Ten ale s podepsáním smlouvy dlouho otálel, jelikož by musel dojíždět z New Yorku do Los Angeles. I jeho přátelé ho odrazovali od nabídky, protože nečekali, že by seriál byl stejně úspěšný jako film. Nakonec podepsal smlouvu několik hodin před první zkouškou. Role třetího doktora Dukea Forresta byla ze seriálu nakonec vypuštěna, poté co její filmový představitel Tom Skerritt odmítl nabídku, aby ji hrál i v seriálu. Jediným hercem z filmu, který si svou roli v seriálu zopakoval, byl Gary Burghoff jako Radar.
Pilotní díl byl odvysílán roku 1972. Časopis Time jej označil za největší zklamání sezóny. Dlouho se nevědělo, jestli se po natočení 22 epizod bude pokračovat, ale pak televize CBS požádala o další díly.
Paradoxně (vzhledem k Aldově váhání s přijetím role) se brzy dr. Pierce stal hlavní hvězdou seriálu, což po třetí sezóně motivovalo k odchodu W. Rogerse a McLeana Stevensona (který hrál velitele jednotky pplk. Henry Blakea), zklamaných že jejich postavy nedostávají srovnatelný prostor. Alda naproti tomu vytrval v seriálu až do konce a později i režíroval nebo napsal některé epizody.
Poměrně značně odlišně od filmu byla pojata hlavní záporná postava neschopného a záštiplného doktora Franka Burnse – zatímco ve filmu je prokreslen hlouběji a je akcentováno jeho náboženské založení, v seriálu jde spíše jen o směšnou karikaturu „zeleného mozku“ a namyšleného tupce. Prvek snobské povýšenosti po něm pak převzal jeho „náhradník“ major Winchester, který však na rozdíl od něj armádu nijak nezbožňoval a chirurgem byl skvělým, a postupně se vyprofiloval jako postava v zásadě sympatická.
Dalšími zcela novými protagonisty dopsanými v průběhu dalších řad byli doktor B. J. Hunnicutt (místo Trappera) nebo plukovník Sherman Potter (velitel jednotky). Kontinuálními hrdiny seriálu byli jen Hawkeye a Margaret, případně ještě otec Mulcahy a Klinger (kteří se ale v prvních sezónách objevovali jen občas).

### Navazující projekty
Televize CBS se pokusila využít obliby seriálu a připravila dvě pokračování odehrávající se po návratu z války zpátky v USA: W*A*L*T*E*R, jehož hrdinou měl být Radar O'Reilly, a M.A.S.H. – Co bylo potom (v originále AfterMASH), který sledoval další osudy Klingera, Pottera a otce Mulcahyho. Pro výrobu seriálu byl vybrán M.A.S.H. – Co bylo potom, který byl ale po druhé sezóně pro nevalný ohlas ukončen.

## Galerie

### Herci

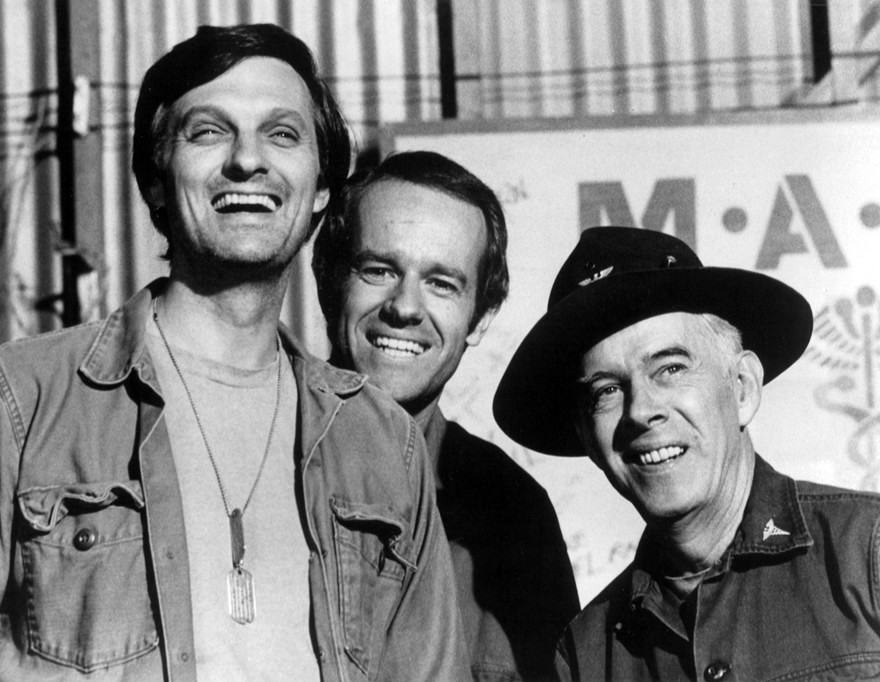
zleva: Alan Alda (Hawkeye Pierce), Mike Farell (B. J. Hunnicutt) a Harry Morgan (Sherman T. Potter)
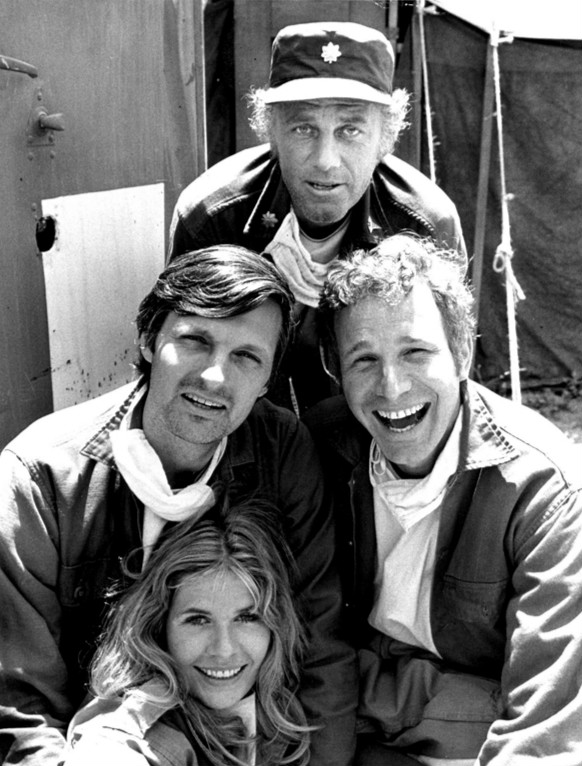
zleva: Loretta Switová (Margaret Houlihanová), Alan Alda (Hawkeye Pierce), McLean Stevenson (Henry Blake) a Wayne Rogers (Trapper John McIntyre)
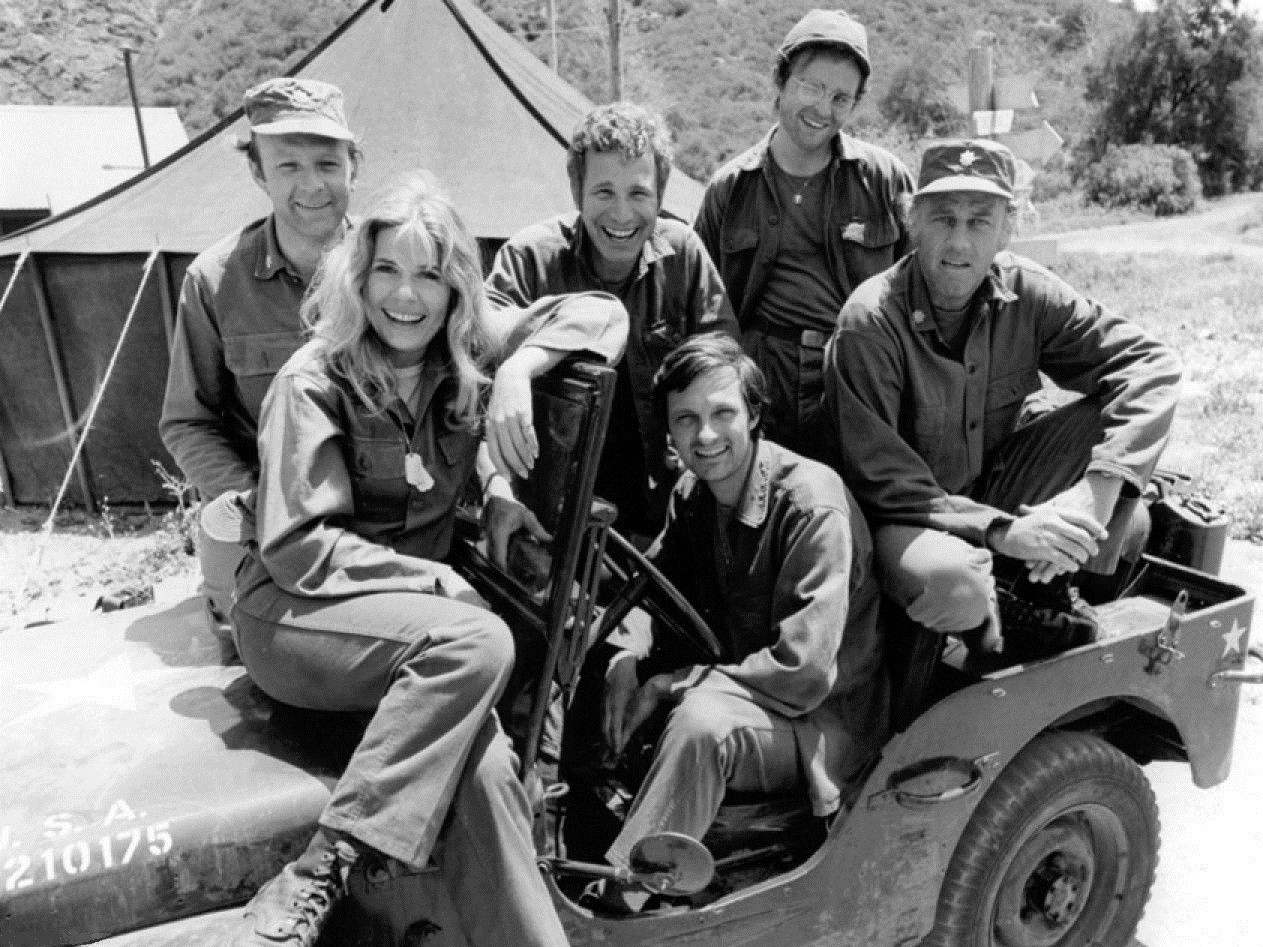
zleva: Larry Linville (Franklin Marion „Frank“ Burns), Loretta Switová (Margaret Houlihanová), Wayne Rogers (Trapper John McIntyre), Alan Alda (Hawkeye Pierce), Gary Burghoff (Walter Eugene „Radar“ O’Reilly) a McLean Stevenson (Henry Blake)
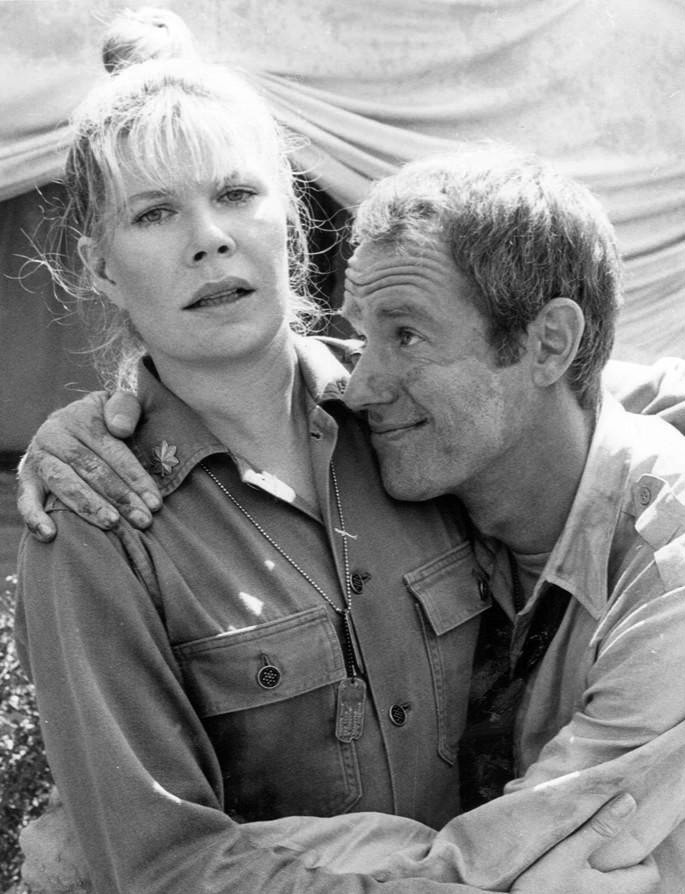
Loretta Switová (Margaret Houlihanová) a Mike Farell (B. J. Hunnicutt)
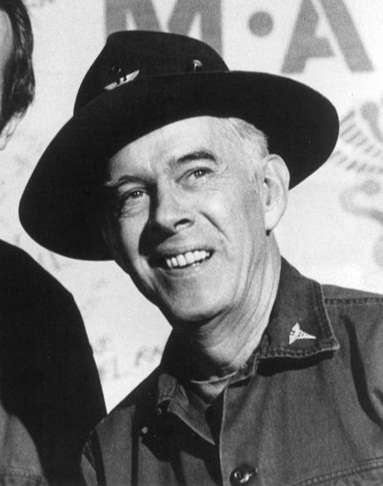
Harry Morgan (Sherman T. Potter)
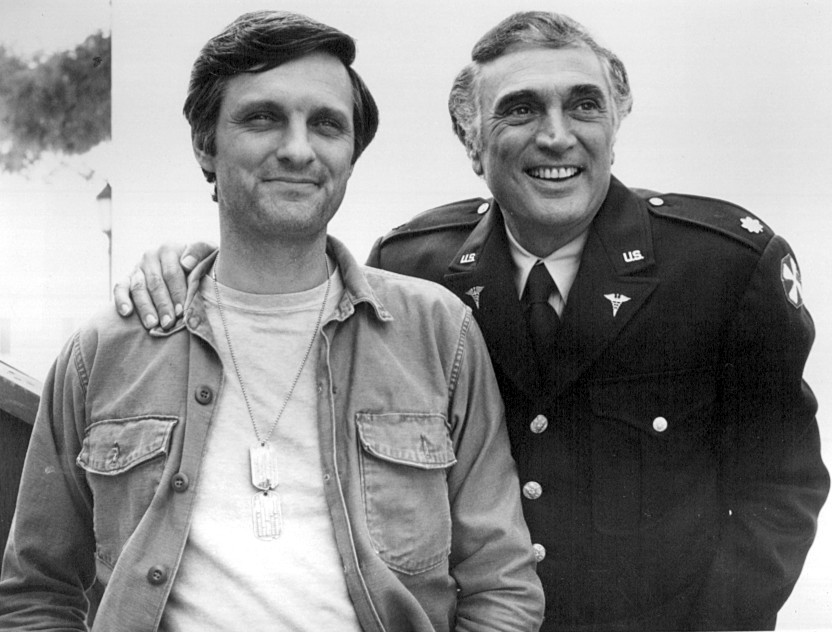
Alan Alda (Hawkeye Pierce) se svým otcem Robertem Aldou
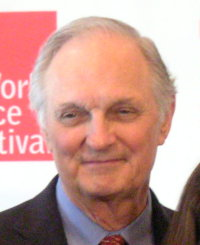
Alan Alda (Hawkeye Pierce) v roce 2008
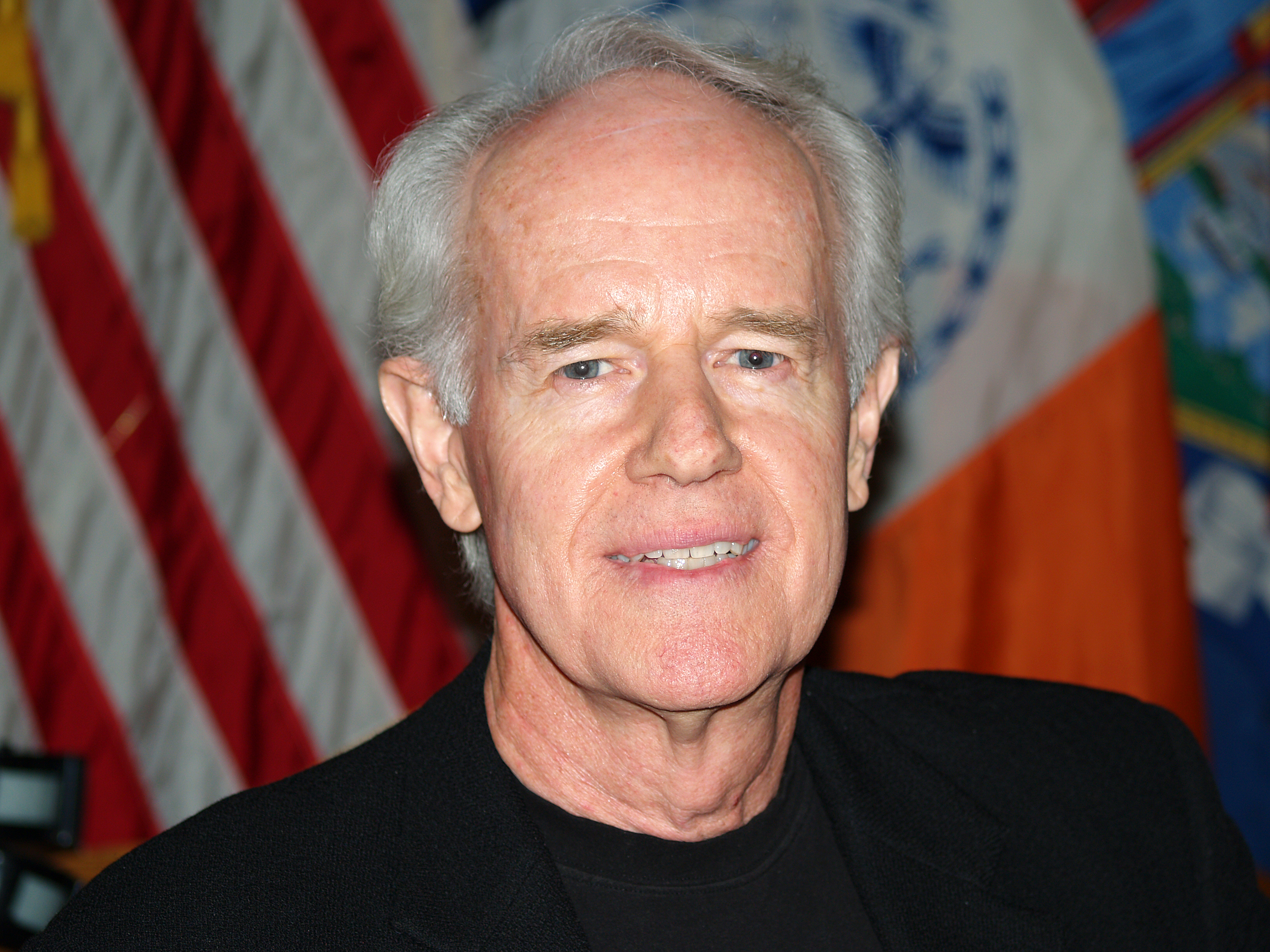
Mike Farrell (B. J. Hunnicutt) v roce 2007
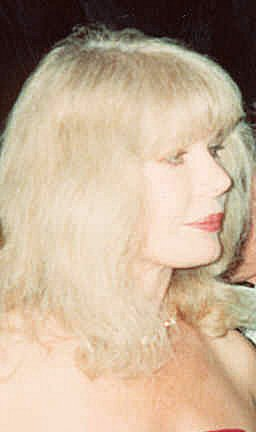
Loretta Switová (Margaret Houlihanová) v roce 1989
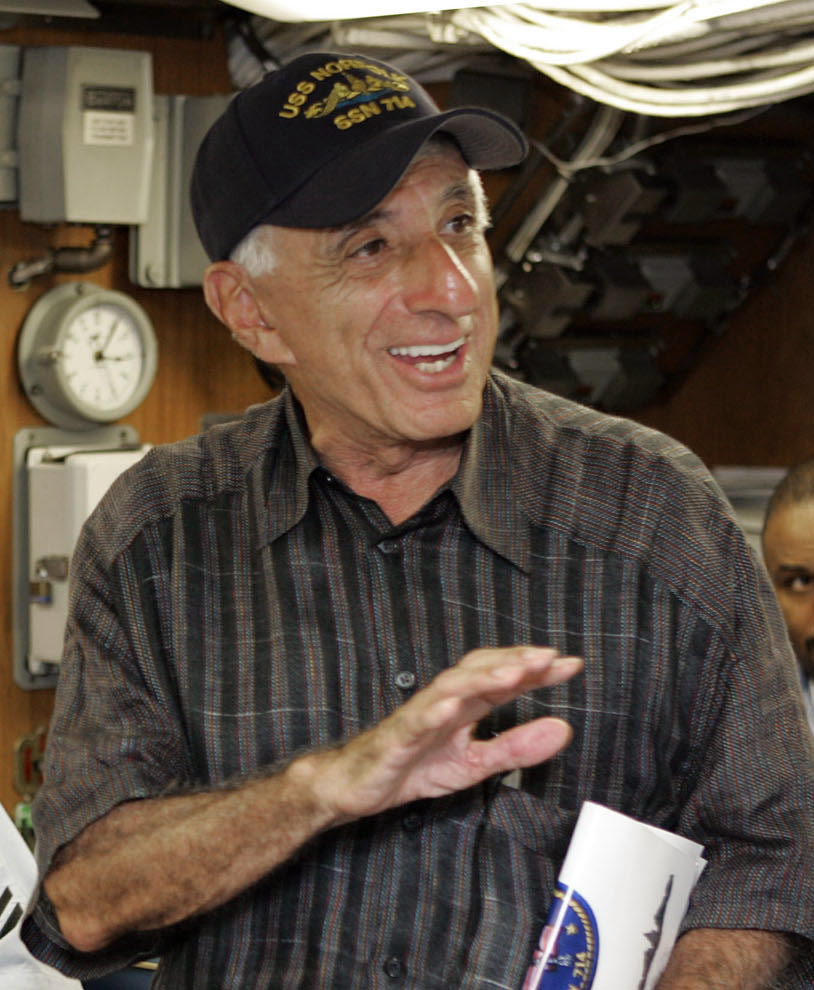
Jamie Farr (Maxwell Q. Klinger) v roce 2007

### Scéna

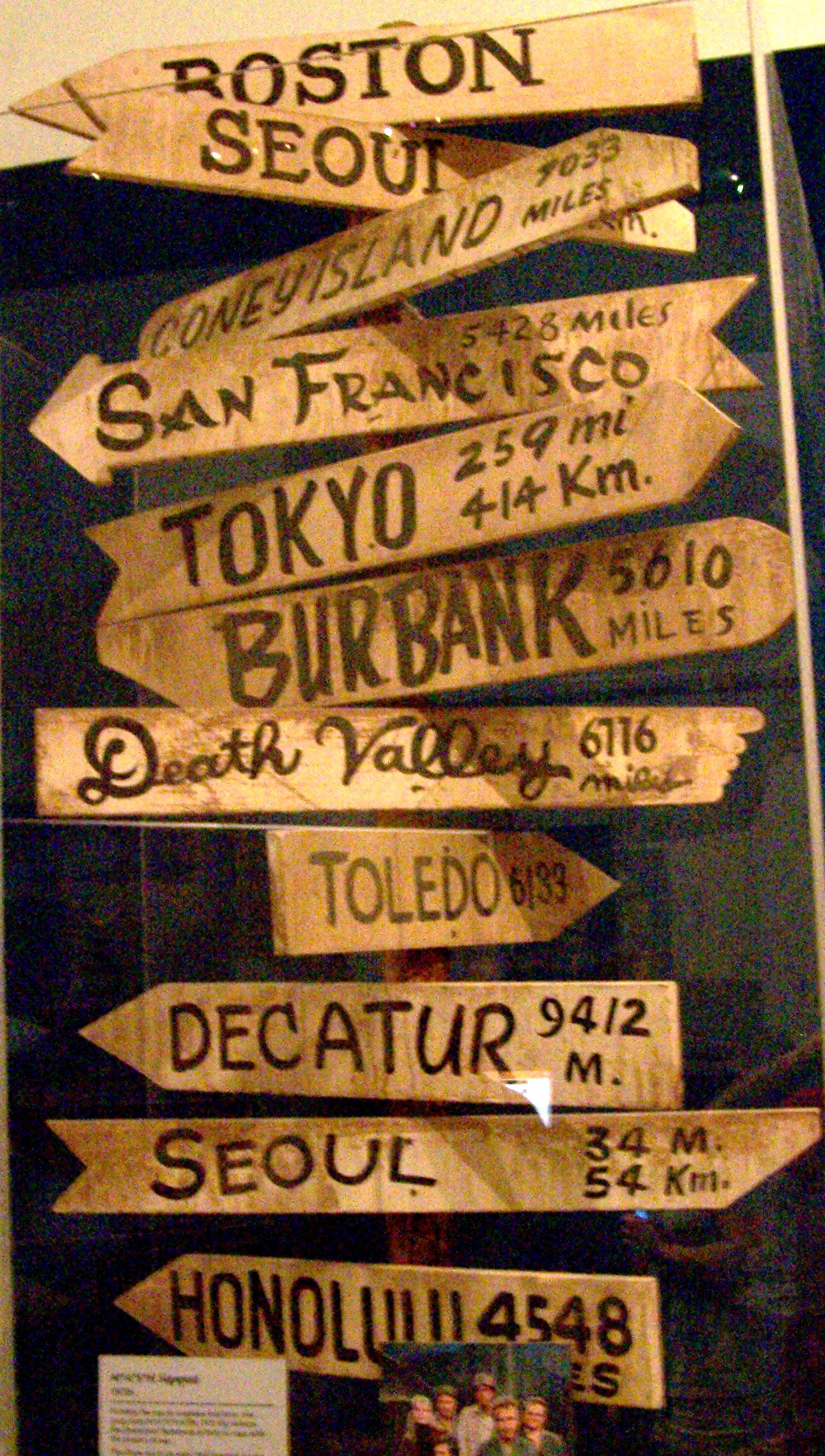
Rozcestník v táboře MASH
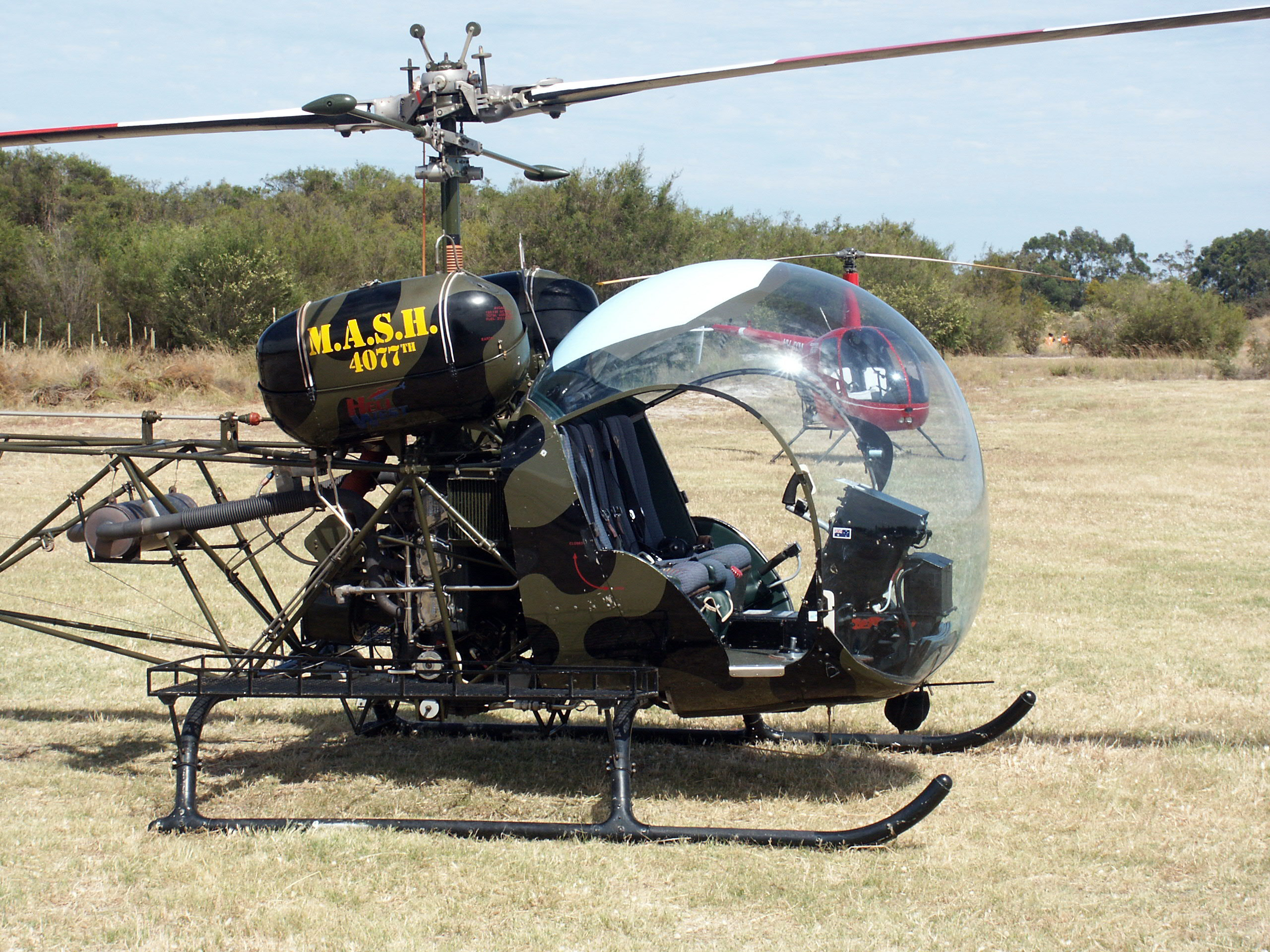
Helikoptéra Bell 47G
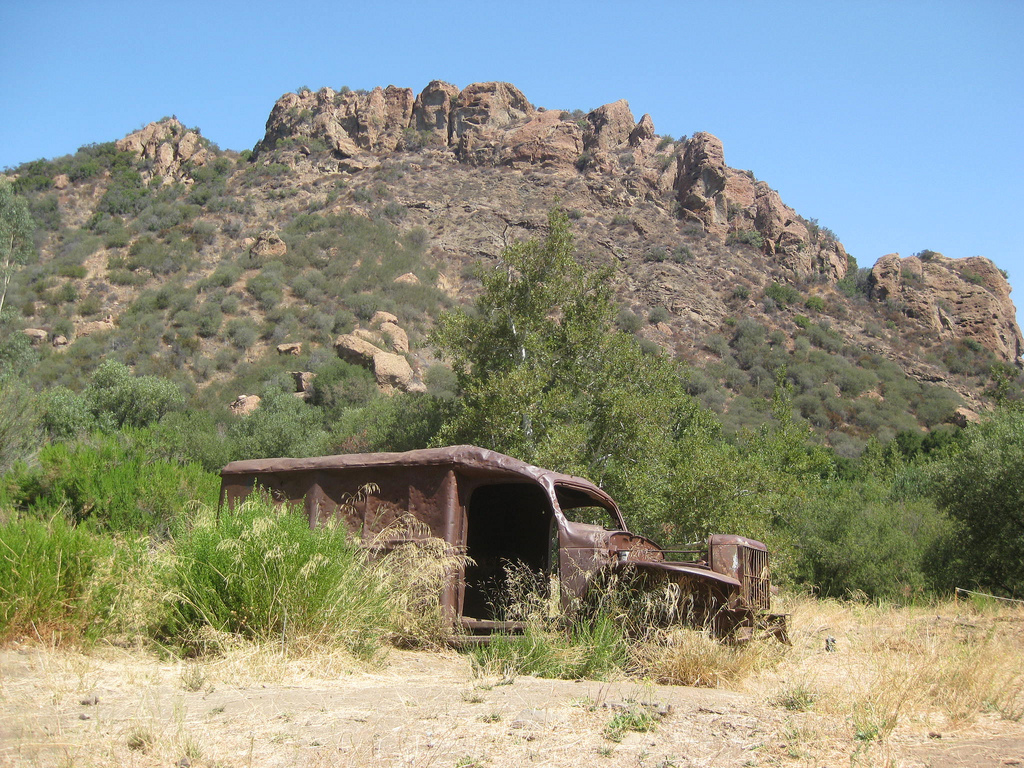
Scéna seriálu MASH
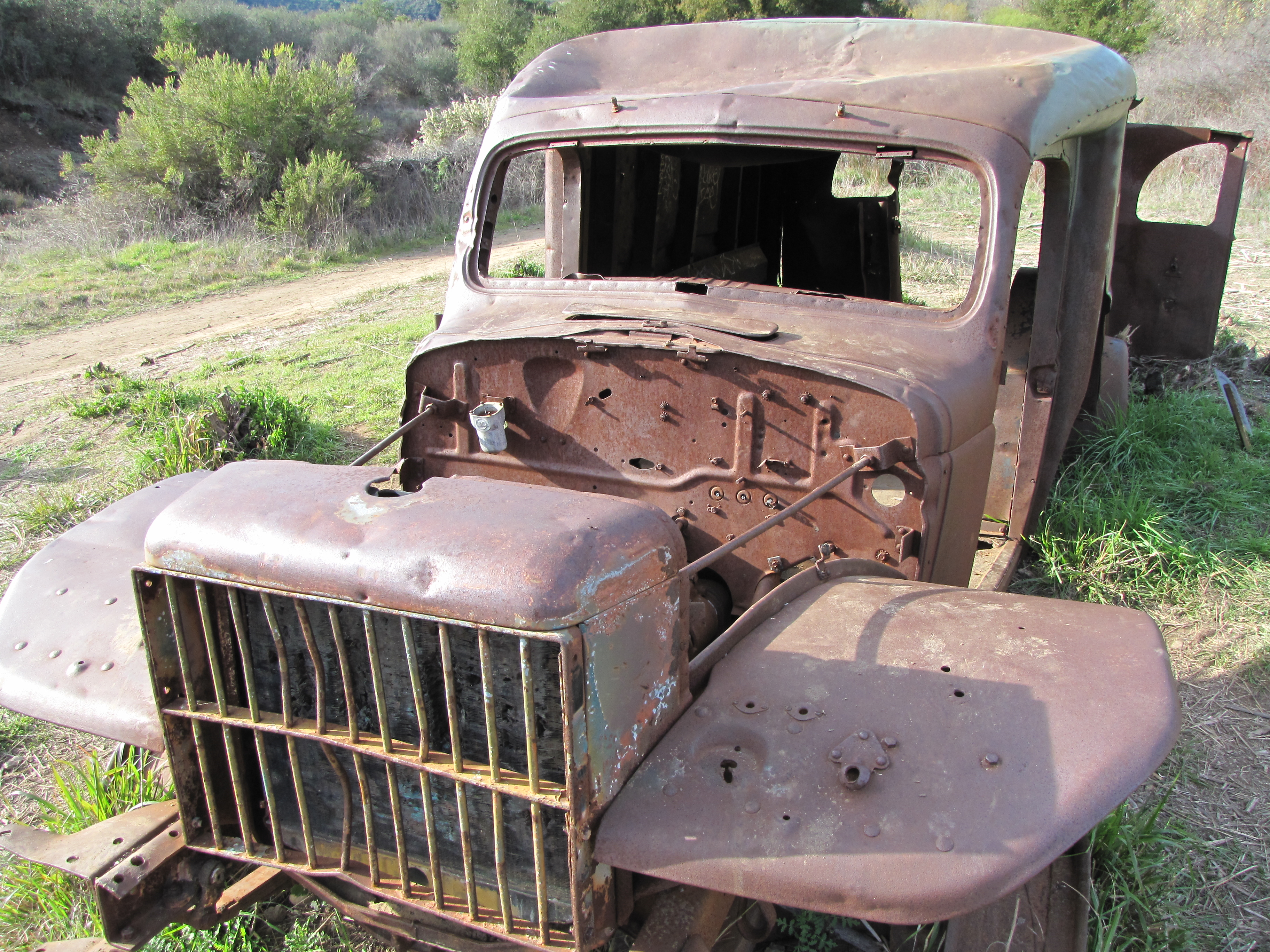
Vojenská sanitka
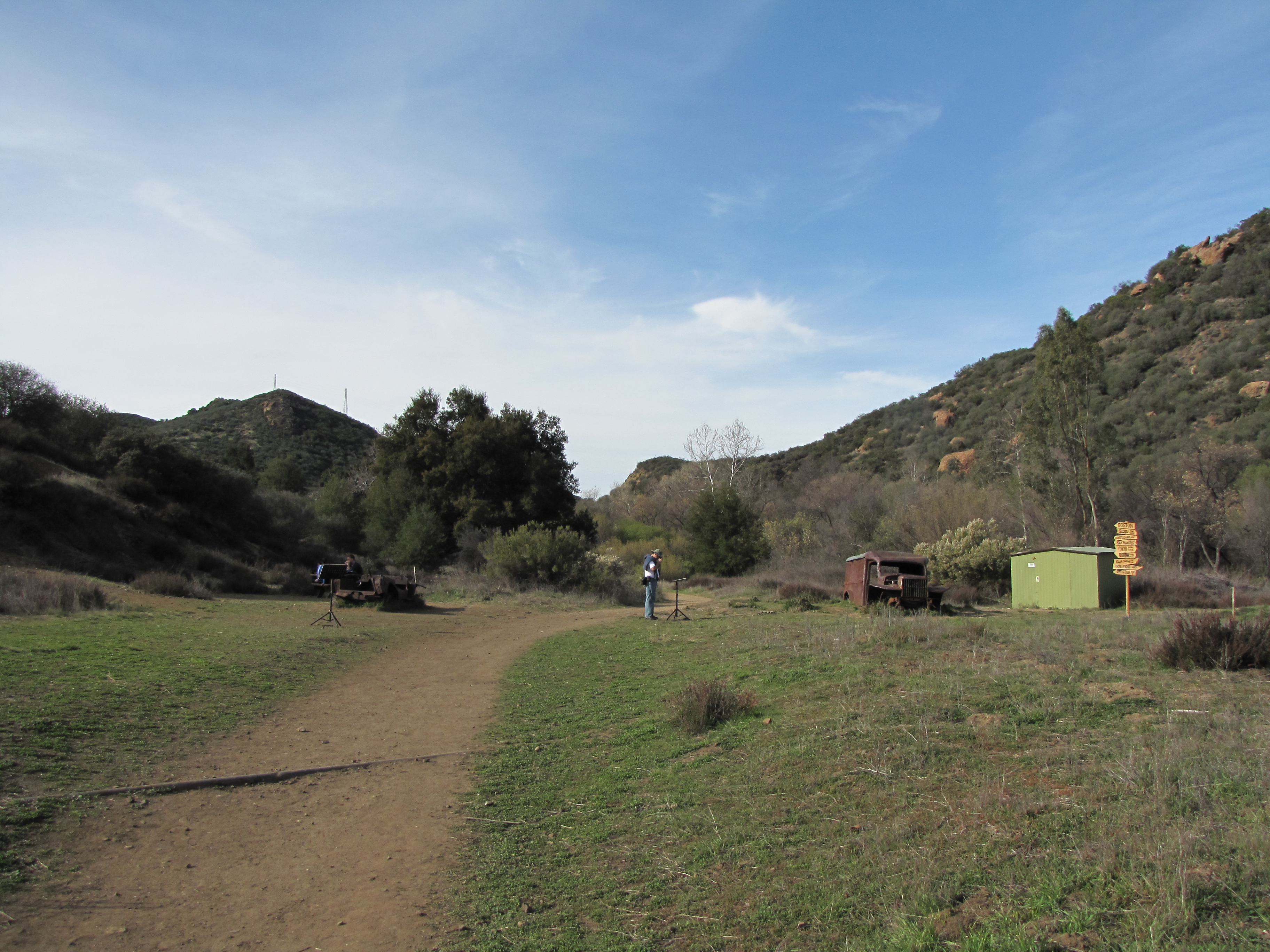
Pohled na scénu seriálu MASH